# 키비악
키비악(Kiviak 또는 kiviaq)은 바닷새의 일종인 리틀아쿠스(Alle alle)로 만든 그린란드의 전통 겨울 이누이트 음식으로 바다표범 가죽에서 발효된다. 그린란드의 국민 음식으로 여겨지지만, 악취가 엄청 세서 현지인이 못 먹을 정도로 냄새가 심하다.
키비악을 만드는 것은 전통적으로 이누가이트 문화 속 공동체의 노력이었다. 최대 500마리의 전체 아쿠스가 물개 피부, 부리 및 깃털에 포장되어 있다. 바다표범 가죽을 꿰매고 파리를 쫓아내는 바다표범 지방으로 밀봉하기 전에 바다표범 피부에서 가능한 한 많은 공기를 제거한다. 그런 다음 공기를 차단하기 위해 위에 놓인 큰 바위와 함께 돌 더미에 숨겨져 있다. 3개월 동안 새들은 발효되어 북극의 겨울, 특히 생일과 결혼식에 먹는다.
이 과정은 2011년 BBC 휴먼 플래닛의 세 번째 에피소드에 등장했다.
극지 탐험가 크누드 라스무센(Knud Rasmussen)의 죽음은 키비악에 의한 식중독에 기인한다. 2013년 8월에 시오라팔루크에서 바다가 아니라 솜털로 만든 키비악을 먹다가 여러 사람이 사망했다.

## 같이 보기
- 수르스트뢰밍
- 하우카르들
- 별미